# Galium tokyoense
Galium tokyoense är en måreväxtart som beskrevs av Tomitaro Makino. Galium tokyoense ingår i släktet måror, och familjen måreväxter. Inga underarter finns listade i Catalogue of Life.